# Drum public național M21
Der Drum public național M21 ist eine Fernstraße in der Republik Moldau, die teilweise links des Flusses Dnister auf dem Gebiet des international nicht anerkannten Transnistrien verläuft. 

## Verlauf
Die Straße nimmt ihren Ausgang in der Landeshauptstadt Chișinău und führt von dort, zunächst autobahnartig ausgebaut, zu einem Knoten mit dem Drum public național M1 und dem Drum public național M14. Von dort setzt sie sich nach Nordosten fort, überquert vor der Stadt Dubăsari den Dnister, kreuzt den Drum public național M4 und führt weiter durch Transnistrien bis zur 23 km entfernten ukrainischen Grenze, die bei dem Dorf Goianul Nou erreicht wird. Auf ukrainischem Gebiet setzt sie sich als Straße M 13 nach Kropywnyzkyj (bis 2016 Kirovohrad) fort.
Die Länge der Straße wird mit 60 Kilometer angegeben.